# Hotel Castelar

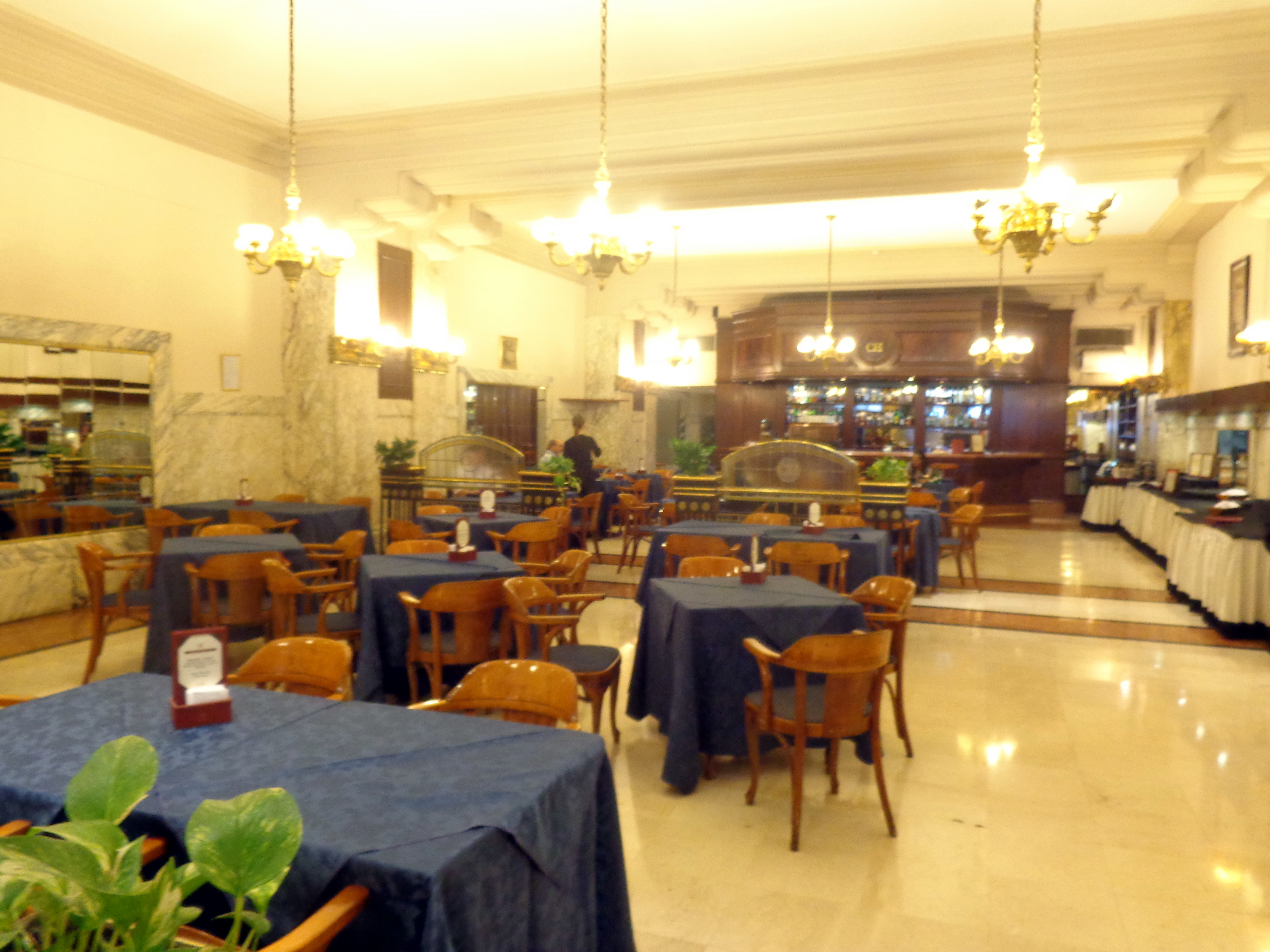
Bar del Hotel Castelar.

El Hotel Castelar fue un tradicional hotel de la ciudad de Buenos Aires (Argentina) que se encontraba en la avenida de Mayo, histórica vía con profundo valor para la comunidad española en la ciudad.
El edificio fue proyectado por el arquitecto italiano Mario Palanti y construido por el ingeniero José Pizone, inaugurándose en 1929. Ya que la avenida de Mayo posee un reglamento de alturas máximas, a partir de la séptima planta, la fachada del edificio se inclina para retirarse de la línea municipal, llegando así hasta el nivel catorce, con 53,5 metros de altura máxima.
Fue inaugurado con el nombre de Hotel Excelsior, y en 1933 tuvo a su huésped más ilustre, el escritor español Federico García Lorca, quien permaneció en el establecimiento hasta marzo de 1934. En 2003, su habitación fue ambientada por el Gobierno de la Ciudad de Buenos Aires, en homenaje histórico al visitante. En el subsuelo del edificio se instaló la peña Signo, muy concurrida por las clases porteñas más acomodadas, donde fueron habituales Norah Lange, Oliverio Girondo y Alfonsina Storni. Allí agasajaron a García Lorca, con motivo del estreno de su obra Bodas de sangre.
También en ese ámbito, Arturo Frondizi y otros dirigentes radicales constituyeron en 1937 el Movimiento Orientador, oponiéndose a la conducción de Marcelo T. de Alvear. Una anécdota recuerda que, luego de un fuerte enfrentamiento entre Armando Discépolo y el crítico Pablo Suero, el local fue cerrado.
En 1951, al cambiar de dueños, recibió el actual nombre de Hotel Castelar, en honor a Emilio Castelar y Ripoll, presidente de la Primera República española. Durante ese tiempo y hasta su cierre, fue el único hotel «de turismo» en la avenida de Mayo.
El hotel cerró el 9 de mayo de 2020, tras 90 años de historia, debido a la falta de recaudación en el contexto de la pandemia de enfermedad por coronavirus.

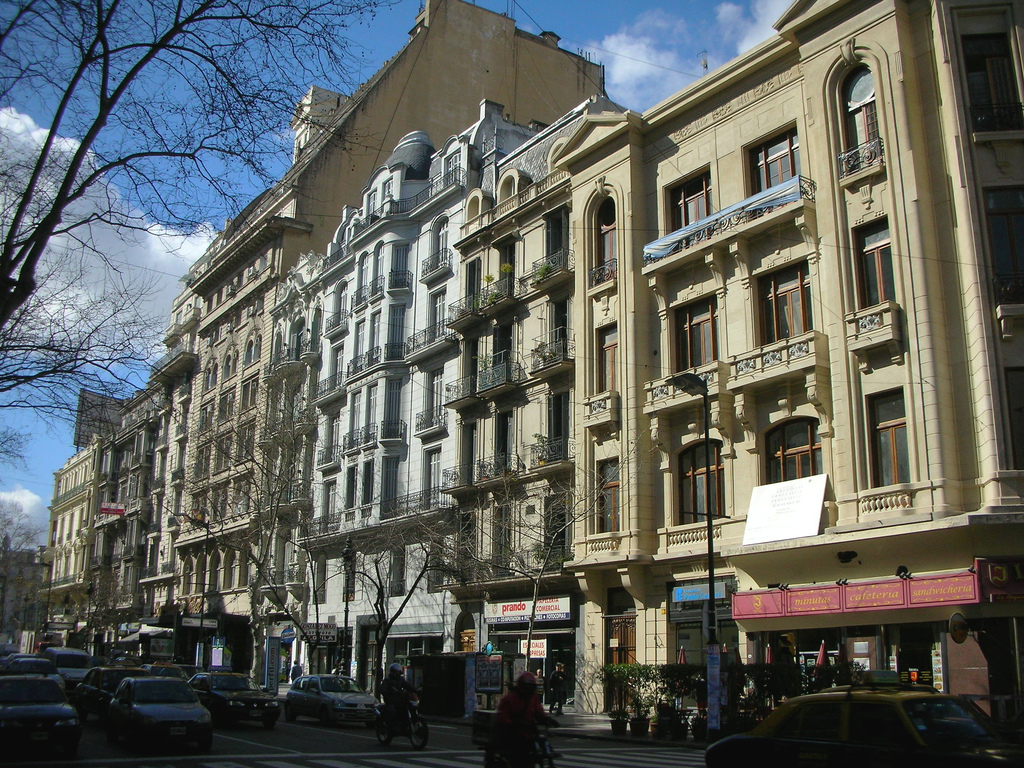
El Hotel Castelar destaca en su cuadra por la cantidad de pisos.